# Panthiades hebraeus
Panthiades hebraeus é uma borboleta da família Lycaenidae. Foi descrita por William Chapman Hewitson em 1867. É encontrada no Brasil, Paraguai e Argentina. Na fase larval, pode se alimentar de Peixotoa parviflora, Banisteriopsis malifolia, Bionia coriacea, Inga sp., Erythrina crista-galli e Prunus dulcis.